# Giuseppe Benedetto Dusmet
Giuseppe Benedetto Dusmet (ur. 15 sierpnia 1818 w Palermo, zm. 4 kwietnia 1894 w Katanii) – włoski benedyktyn, arcybiskup Katanii, kardynał, błogosławiony kościoła katolickiego.

## Życiorys
Jego rodzicami byli Luigi Dusmet i Mary Dragonetti. Przyjął śluby zakonne dnia 15 sierpnia 1840. Potem w dniu 22 lutego 1867 został mianowany arcybiskupem Katanii, a kardynałem z tytułem prezbitera Santa Pudenziana został mianowany 11 lutego 1889 przez papieża Leona XIII. W czasie epidemii cholery wyróżnił się wielką miłością do chorych. Zmarł 4 kwietnia 1894 roku w opinii świętości.
Jego proces beatyfikacyjny został rozpoczęty w 1931 roku. Został beatyfikowany przez papieża Jana Pawła II dnia 25 września 1988.